# Acorn Atom
Acorn Computer ATOM је кућни рачунар фирме Acorn Computer који је почео да се производи у Уједињеном Краљевству током 1980. године.
Користио је MOS Technology 6502 микропроцесорску јединицу а RAM меморија рачунара је имала капацитет од 2 KB (до 12 KB, или 32 KB користећи кит за проширење RAM-а). 

## Детаљни подаци
Детаљнији подаци о рачунару ATOM су дати у табели испод.
|                       | |
| [ 1 ]                 | |
| Произвођач            | |
| Тип                   | кућни рачунар |
| Меморија              | 2 (до 12 KB, или 32 користећи кит за проширење RAM-а)                                                                          |
| Поријекло             | Уједињено Краљевство |
| Година                | 1980 |
| Тастатура             | QWERTY, тастатура са пуним помаком тастера, 60 тастера                                                                         |
| Процесор              | |
| Фреквенција процесора | 1 |
| RAM                   | 2 (до 12 KB, или 32 користећи кит за проширење RAM-а)                                                                          |
| ROM                   | 8 (Atom BASIC и COS), све до 16                                                                                                |
| Текст                 | 32 x 24 / 16 x 12 |
| Графика               | 64 x 64 (4 боје), 64 x 96 (4 боје), 128 x 96 (монохроматски), 64 x 192 (4 боје), 128 x 192 (2 боја), 256 x 192 (монохроматски) |
| Боја                  | 8 |
| Звук                  | уграђени мали звучник |
| Димензије             | 15 x 9.5 x 2.5 висина |
| Портови               | |
| Оперативни систем     | [[]] |